# Акордеон

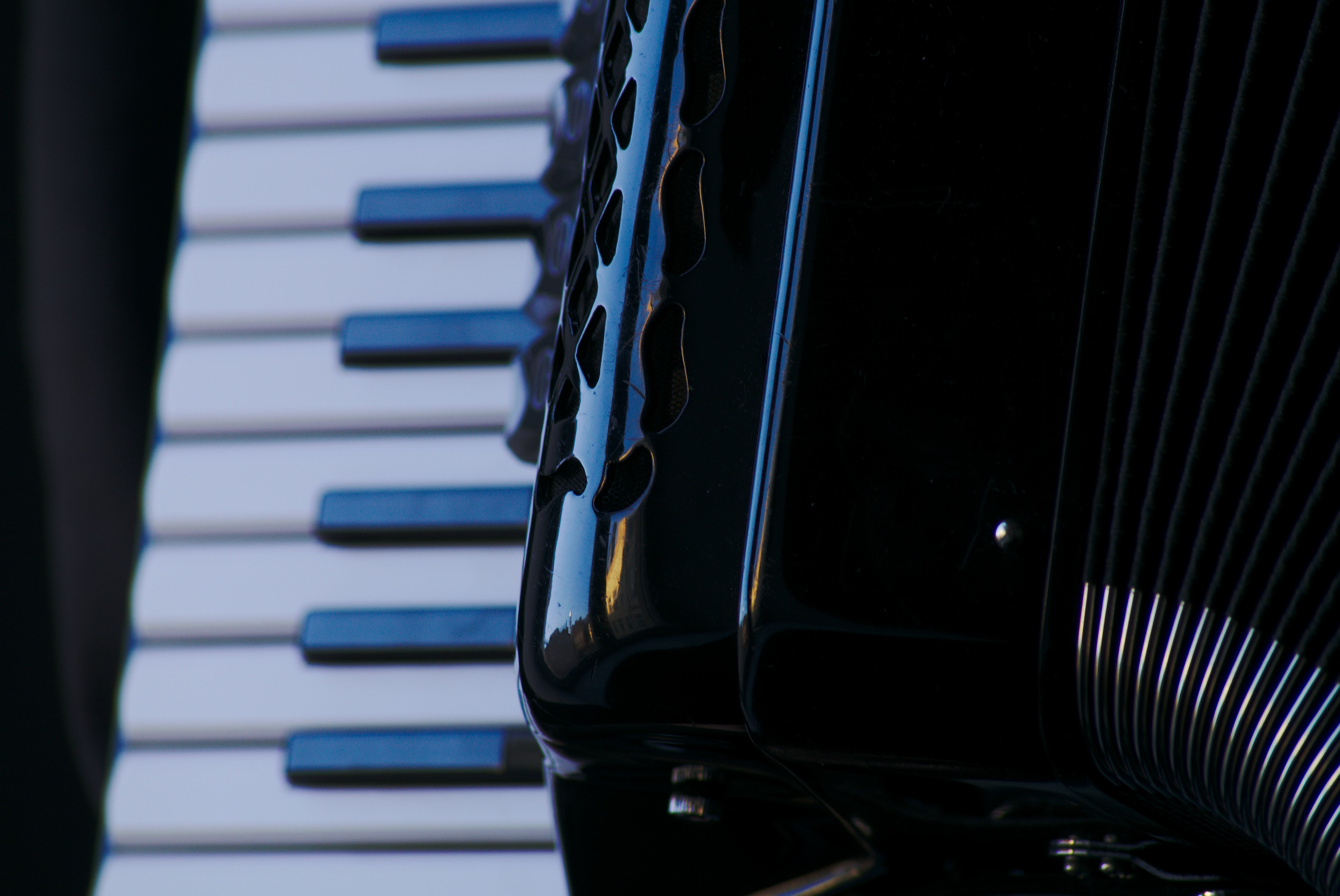
Права фортепіанна клавіатура класичного акордеона

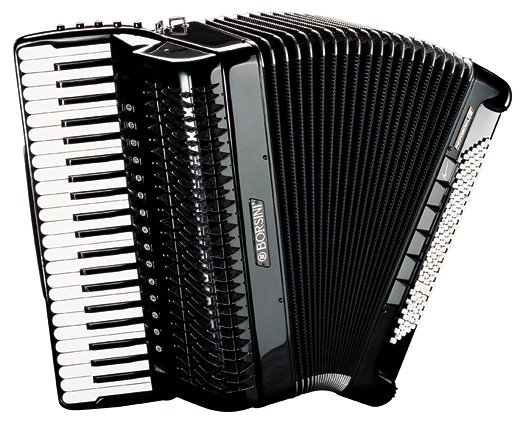
Акордеон клавішний. Загальний зовнішній вигляд

Акордео́н (фр. accordéon) — музичний інструмент, ручна гармоніка.
У 1829 році віденський органний майстер Кирило Деміан отримав патент на удосконалену ним гармоніку під назвою «Акордеон».
В українській традиції радянського періоду акордеоном зазвичай називали інструменти з правою клавіатурою фортепіанного типу, на відміну від баяна — інструмента з кнопковою клавіатурою.
Наприкінці XIX століття акордеони у великій кількості вироблялися в Клінгенталі (Саксонія). До цього часу найпоширенішими в Україні та на території країн колишнього СРСР є акордеони німецької фірми «Weltmeister» (різних марок, наприклад, Diana, Stella). Зустрічаються також інструменти інших зарубіжних виробників: «Horch», Hohner (англ.), «Берізка», «Меркурій», «Аккорд» (рос.).

## Історія

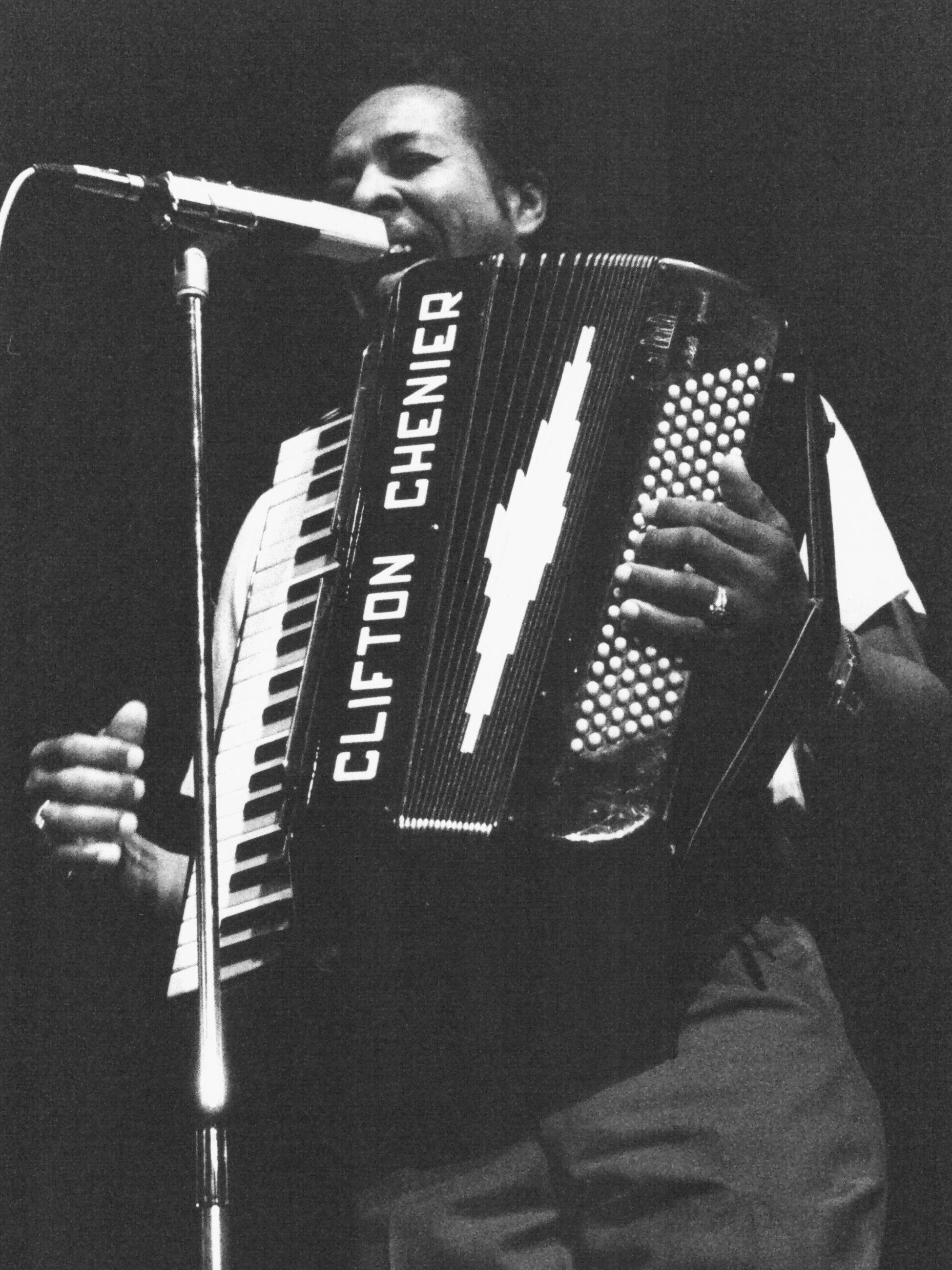
Кліфтон Шеньє з акордеоном, 1977

Виникненню сучасного акордеона передували винаходи декількох подібних інструментів:
- акордеон К.Деміана (Відень, 1829);
- концертина Ч. Вітсона (Лондон, 1829);
- бандонеон Г. Банда (Крефелд, 1840);

Музичний інструмент під назвою «акордеон» був запатентований у Відні (Австрія) органним майстром Кирилом Деміаном 1829 року, і мав по п'ять кнопок на лівій та правій клавіатурах. Принциповою відмінністю цього інструмента від інших було те, що при натисканні однієї кнопки в лівій клавіатурі звучав акорд. Зараз такі акордеони називають «готовими».
У ці роки примітивний акордеон стає популярним у вищому світі Парижа і Санкт-Петербурга, отримує схвальні відгуки. Він стає символом народних традицій багатьох культур. Починаючи з 1883 р. акордеон використовується для створення фольклорної атмосфери в деяких музичних творах Чайковського, Шостаковича, Прокоф'єва.
1907 року в Санкт-Петербурзі одна з модифікацій акордеона майстра музичних інструментів Петра Стерлігова отримала назву «баян» (від імені Бояна, легендарного давньоруського гусляра).
В наступні роки в результаті різноманітних ускладнень виникає новий багатоголосний і багатотембровий готово-виборний інструмент — клавішний або кнопковий концертний акордеон. Завдяки готово-виборній системі у лівій клавіатурі та різноманітності тембральної палітри, сучасному акордеону підвладний дуже широкий репертуар: від перекладень класичної музики (написаної для органу чи оркестру) до авангарду, де можливе використання унікальних акустичних ефектів цього інструменту.
Кнопковий акордеон — це загальноприйнята міжнародна назва того інструменту, який на території колишнього Радянського Союзу за звичкою називають баяном. Кнопковий і клавішний акордеони — різні інструменти, хоча і мають багато спільного (наприклад, однакову конструкцію лівої клавіатури).
Передвісницею акордеона для російських виробників фахівці вважають «єлецьку гармоніку», що мала однорядну кнопкову клавіатуру за фортепіанною побудовою.
Акордеон в сучасному вигляді з'явився в 1920-30 рр. Так, скажімо, у відомому оркестрі Л. Утьосова на акордеоні фортепіанного типу віртуозно грав Микола Мінх. В 1940 роки віртуозом по праву вважали ленінградця Юрія Шахнова. «Карусель» в обробці Ю. Шахнова і сьогодні вважається тестовим твором на визначення майстерності акордеоніста.
Велику кількість акордеонів було завезено після 1945 року радянськими солдатами з Німеччини, де цей інструмент був надзвичайно популярним.
В радянські часи найдефіцитнішими були італійські акордеони. Доступними і найкращими в країнах РЕВ вважались німецькі. А в музичних школах вчилися на дешевих радянських, марок яких було чимало, але звучали вони майже всі однаково, гірше за імпортні. І це попри те, що тульський баян тримав непереборне лідерство серед концертних баянів.

## Різновиди і будова
Акордеон містить три основні складові частини:
- права клавіатура (на якій виконується п'ятьма пальцями правої руки сольна партія)
- міх для приводу в дію звукових язичків обох клавіатур
- ліва клавіатура, на якій переважно вказівним і середнім пальцями лівої руки[7] здійснюється басово-ритмовий акомпанемент основної мелодії.

В акордеона є регістри, які переключають тональність вгору та вниз, а також додають звучання в унісон. Таким чином, при натисканні однієї клавіші музикантом, слухач чує від однієї ноти, до акорду з 2-4 нот з різницею в октаву.
Інструмент утримується на плечах музиканта на двох ременях. При розтягуванні / стисканні лівою рукою міхів повітря крізь сітки в клавіатурних половинах приводить в коливання язички, що відкриті на ту мить певними клавішами; коливання язичків формують звук відповідної частоти (в класичних баянах чи акордеонах частота звуку на «стиск» чи «розтиск» однакова; проте, у цілої низки народів існують подібні народні інструменти, наприклад, в Грузії,— де «стиск» дає одну ноту, а «розтиск» на тій же кнопці/клавіші іншу; це можна помітити, коли виконувана мелодія відтворюється «грою міхом»).
Відкривання / закривання повітряних каналів відбувається клапанами, з'єднаними з клавішами (кнопками). Окрім «музичних» клапанів в верхній частині лівої клавіатури міститься бокова кнопка клапану беззвукового стиснення міхів в кінці гри.
Також на лівій частині клавіатури є ніжки, на яких акордеон має стояти увесь час, коли не застосовується для гри.
Оскільки звучання лівої клавіатури акордеона значно нижче, аніж правої, партії для акордеона прийнято писати: праву в ключі Соль, ліву в ключі Фа.

### Різновиди
В залежності від кількості язичків,
які відкриваються / закриваються одночасно одним клапаном, акордеони, як правило, можуть бути:
- трьохголосними
- чотирьохголосними.

Кількість голосів може сягати восьми.
В залежності від кількості клавіш на правій клавіатурі та кнопок на лівій акордеон може бути
| Назва           | Правих клавіш | Діапазон правої клавіатури | Лівих кнопок |
| --------------- | ------------- | -------------------------- | ------------ |
| Повний          | 41            | фа—ля3                     | 120          |
| Сім/восьмих     | 37            | фа—фа3                     | 96           |
| Трьохчетвертний | 34            | соль—мі3                   | 80, рідше 72 |
| Половинний      | 34            | соль—мі3                   | 60           |
| Менші           | 30            | ля—ре3                     | 48           |
|                 | 25 чи 26      | сі-до1—до3                 | 32 чи 24     |

При цьому повний і 7/8 вважаються концертними інструментами, 3/4, половинний і менші — навчальними.
Кнопковий акордеон має ширший діапазон правої клавіатури, але зазвичай небагато регістрів:
| Правих кнопок | Рядів | Діапазон правої клавіатури |
| ------------- | ----- | -------------------------- |
| 52            | 3     | Сі-бемоль—до-дієз4         |
| 67            | 3     | Мі—ля-дієз4                |
| 112           | 5     | Мі—ля-дієз4                |
| 127           | 5     | Соль1—ля-дієз4             |

Послідовні кнопки одного ряду відповідають звукам з інтервалом півтора тона, сусідніх рядів — з інтервалом півтона, причому висхідна послідовність звуків може бути від міхів до краю грифа (московська розкладка) чи навпаки (європейська розкладка). Наявність п'яти рядів (кожному звуку відповідає дві кнопки, крім звуків середнього ряду) дає змогу грати у будь-якій тональності без зміни аплікатури, лише в іншій позиції.

### Регістри
Основні регістри акордеона мають такі назви:
«Кларнет» — лад (звучить лише нота обраної висоти)
«Скрипка» — лад + розлив (вібрато, звук розладжений на 1—6 Гц — тупий, або 1,5 —15 Гц — гострий розлив);
«Віолончель» — октава (нижче обраної висоти);
«Бандонеон» — лад + октава;
«Акордеон» — лад + розлив + октава;
«Піколо» — звук на октаву вище обраної висоти;
«Флейта» — лад + піколо;
«Мюзет» — лад разом з розлаженими звуками вище і нижче, іноді з піколо;
«Челеста» — лад + піколо + розлив;
«Орган» — октава + піколо (звуки на октаву вище і нижче обраного);
«Фагот» — лад + октава + піколо;
«Фісгармонь» — октава + піколо + розлив;
«Квінта» — звуки з інтервалом у квінту;
«Тутті» — усі регістри звучать одночасно.
У нотах для акордеона регістри позначаються над нотним станом крапками у колі, розділеному на три частини: крапка вгорі позначає піколо, внизу — октаву, крапки в середній смузі — лад і розливи.

### За типом лівої клавіатури
За типом лівої клавіатури акордеони бувають виборними та готовими.
У готовому акордеоні при натисканні однієї кнопки в лівій клавіатурі звучить акорд (великий/мажорний; малий/мінорний; домінантсептакорд; зменшений септакорд).
Виборний акордеон — відрізняється відсутністю готових акордів. На виборному акордеоні ліва рука може виконувати різноманітні акорди на розсуд композитора або виконавця, що вагомо збільшує можливости цього інструмента, у порівнянні з готовим, однак значно ускладнює техніку гри на ньому.

### Схеми
Ліва клавіатура акордеона з готовим акомпанементом і різною кількістю кнопок. Умовні позначення: В (в радянських посібниках Б) — мажорний (великий) тризвук, М — мінорний (малий) тризвук, 7 — малий мажорний септакорд (домінантсептакорд), Зм (в радянських посібниках У) — зменшений септакорд. Іноді буває і сьомий ряд кнопок — збільшені чи великі мажорні септакорди.
При 32-х кнопках, у лівій клавіатурі, відсутня нота «Сі», що робить неможливим грати деякі твори.
| 1                                          | 2                                          | 3 | 4 | 5 | 6  |
| ------------------------------------------ | ------------------------------------------ | - | - | - | -- |
| Ре                                         | Ля {\displaystyle \color {white}\sharp }   | В | М | 7 | Зм |
| Соль                                       | Ре {\displaystyle \color {white}\sharp }   | В | М | 7 | Зм |
| До                                         | Соль {\displaystyle \color {white}\sharp } | В | М | 7 | Зм |
| Фа                                         | До {\displaystyle \color {white}\sharp }   | В | М | 7 | Зм |
| Ля {\displaystyle \color {white}\sharp }   | Фа {\displaystyle \color {white}\sharp }   | В | М | 7 | Зм |
| Ре {\displaystyle \color {white}\sharp }   | Сі                                         | В | М | 7 | Зм |
| Соль {\displaystyle \color {white}\sharp } | Мі                                         | В | М | 7 | Зм |
| До {\displaystyle \color {white}\sharp }   | Ля                                         | В | М | 7 | Зм |
| Фа {\displaystyle \color {white}\sharp }   | Ре                                         | В | М | 7 | Зм |
| Сі                                         | Соль                                       | В | М | 7 | Зм |
| Мі                                         | До                                         | В | М | 7 | Зм |
| Ля                                         | Фа                                         | В | М | 7 | Зм |
| Ре                                         | Сі {\displaystyle \color {white}\flat }    | В | М | 7 | Зм |
| Соль                                       | Мі {\displaystyle \color {white}\flat }    | В | М | 7 | Зм |
| До                                         | Ля {\displaystyle \color {white}\flat }    | В | М | 7 | Зм |
| Фа                                         | Ре {\displaystyle \color {white}\flat }    | В | М | 7 | Зм |
| Сі {\displaystyle \color {white}\flat }    | Соль {\displaystyle \color {white}\flat }  | В | М | 7 | Зм |
| Мі {\displaystyle \color {white}\flat }    | Сі                                         | В | М | 7 | Зм |
| Ля {\displaystyle \color {white}\flat }    | Мі                                         | В | М | 7 | Зм |
| Ре {\displaystyle \color {white}\flat }    | Ля                                         | В | М | 7 | Зм |

| 1                                          | 2                                          | 3 | 4 | 5 |
| ------------------------------------------ | ------------------------------------------ | - | - | - |
| Ля                                         | Фа                                         | В | М | 7 |
| Ре                                         | Ля {\displaystyle \color {white}\sharp }   | В | М | 7 |
| Соль                                       | Ре {\displaystyle \color {white}\sharp }   | В | М | 7 |
| До                                         | Соль {\displaystyle \color {white}\sharp } | В | М | 7 |
| Фа                                         | До {\displaystyle \color {white}\sharp }   | В | М | 7 |
| Ля {\displaystyle \color {white}\sharp }   | Фа {\displaystyle \color {white}\sharp }   | В | М | 7 |
| Ре {\displaystyle \color {white}\sharp }   | Сі                                         | В | М | 7 |
| Соль {\displaystyle \color {white}\sharp } | Мі                                         | В | М | 7 |
| До {\displaystyle \color {white}\sharp }   | Ля                                         | В | М | 7 |
| Фа {\displaystyle \color {white}\sharp }   | Ре                                         | В | М | 7 |
| Сі                                         | Соль                                       | В | М | 7 |
| Мі                                         | До                                         | В | М | 7 |
| Ля                                         | Фа                                         | В | М | 7 |
| Ре                                         | Сі {\displaystyle \color {white}\flat }    | В | М | 7 |
| Соль                                       | Мі {\displaystyle \color {white}\flat }    | В | М | 7 |
| До                                         | Ля {\displaystyle \color {white}\flat }    | В | М | 7 |
| Фа                                         | Ре {\displaystyle \color {white}\flat }    | В | М | 7 |
| Сі {\displaystyle \color {white}\flat }    | Соль {\displaystyle \color {white}\flat }  | В | М | 7 |
| Мі {\displaystyle \color {white}\flat }    | Сі                                         | В | М | 7 |
| Ля {\displaystyle \color {white}\flat }    | Мі                                         | В | М | 7 |

| 1                                          | 2                                          | 3 | 4 | 5 | 6  |
| ------------------------------------------ | ------------------------------------------ | - | - | - | -- |
| До                                         | Соль {\displaystyle \color {white}\sharp } | В | М | 7 | Зм |
| Фа                                         | До {\displaystyle \color {white}\sharp }   | В | М | 7 | Зм |
| Ля {\displaystyle \color {white}\sharp }   | Фа {\displaystyle \color {white}\sharp }   | В | М | 7 | Зм |
| Ре {\displaystyle \color {white}\sharp }   | Сі                                         | В | М | 7 | Зм |
| Соль {\displaystyle \color {white}\sharp } | Мі                                         | В | М | 7 | Зм |
| До {\displaystyle \color {white}\sharp }   | Ля                                         | В | М | 7 | Зм |
| Фа {\displaystyle \color {white}\sharp }   | Ре                                         | В | М | 7 | Зм |
| Сі                                         | Соль                                       | В | М | 7 | Зм |
| Мі                                         | До                                         | В | М | 7 | Зм |
| Ля                                         | Фа                                         | В | М | 7 | Зм |
| Ре                                         | Сі {\displaystyle \color {white}\flat }    | В | М | 7 | Зм |
| Соль                                       | Мі {\displaystyle \color {white}\flat }    | В | М | 7 | Зм |
| До                                         | Ля {\displaystyle \color {white}\flat }    | В | М | 7 | Зм |
| Фа                                         | Ре {\displaystyle \color {white}\flat }    | В | М | 7 | Зм |
| Сі {\displaystyle \color {white}\flat }    | Соль {\displaystyle \color {white}\flat }  | В | М | 7 | Зм |
| Мі {\displaystyle \color {white}\flat }    | Сі                                         | В | М | 7 | Зм |

| 1                                          | 2                                        | 3 | 4 | 5 | 6  |
| ------------------------------------------ | ---------------------------------------- | - | - | - | -- |
| Ля {\displaystyle \color {white}\sharp }   | Фа {\displaystyle \color {white}\sharp } | В | М | 7 | Зм |
| Ре {\displaystyle \color {white}\sharp }   | Сі                                       | В | М | 7 | Зм |
| Соль {\displaystyle \color {white}\sharp } | Мі                                       | В | М | 7 | Зм |
| До {\displaystyle \color {white}\sharp }   | Ля                                       | В | М | 7 | Зм |
| Фа {\displaystyle \color {white}\sharp }   | Ре                                       | В | М | 7 | Зм |
| Сі                                         | Соль                                     | В | М | 7 | Зм |
| Мі                                         | До                                       | В | М | 7 | Зм |
| Ля                                         | Фа                                       | В | М | 7 | Зм |
| Ре                                         | Сі {\displaystyle \color {white}\flat }  | В | М | 7 | Зм |
| Соль                                       | Мі {\displaystyle \color {white}\flat }  | В | М | 7 | Зм |
| До                                         | Ля {\displaystyle \color {white}\flat }  | В | М | 7 | Зм |
| Фа                                         | Ре {\displaystyle \color {white}\flat }  | В | М | 7 | Зм |

| 1                                          | 2                                       | 3 | 4 | 5 | 6  |
| ------------------------------------------ | --------------------------------------- | - | - | - | -- |
| Соль {\displaystyle \color {white}\sharp } | Мі                                      | В | М | 7 | Зм |
| До {\displaystyle \color {white}\sharp }   | Ля                                      | В | М | 7 | Зм |
| Фа {\displaystyle \color {white}\sharp }   | Ре                                      | В | М | 7 | Зм |
| Сі                                         | Соль                                    | В | М | 7 | Зм |
| Мі                                         | До                                      | В | М | 7 | Зм |
| Ля                                         | Фа                                      | В | М | 7 | Зм |
| Ре                                         | Сі {\displaystyle \color {white}\flat } | В | М | 7 | Зм |
| Соль                                       | Мі {\displaystyle \color {white}\flat } | В | М | 7 | Зм |

| 1                                       | 2 | 3 | 4 |
| --------------------------------------- | - | - | - |
| Мі                                      | В | М | 7 |
| Ля                                      | В | М | 7 |
| Ре                                      | В | М | 7 |
| Соль                                    | В | М | 7 |
| До                                      | В | М | 7 |
| Фа                                      | В | М | 7 |
| Сі {\displaystyle \color {white}\flat } | В | М | 7 |
| Мі {\displaystyle \color {white}\flat } | В | М | 7 |

| 1                                       | 2 |
| --------------------------------------- | - |
| Ля                                      | В |
| Ре                                      | В |
| Соль                                    | В |
| До                                      | В |
| Фа                                      | В |
| Сі {\displaystyle \color {white}\flat } | В |

Як видно із схеми, кнопки основного другого ряду розміщені в акордеоні (і так само в баяні) за тим же порядком, що в гармонії слідують дієзи, а саме (знизу-вверх):
- Фа-До-Соль-Ре-Ля-Мі-Сі

## Відомі українські акордеоністи
- Володимир Анатолійович Мурза — народний артист України;
- Ян Табачник - народний артист України;
- Сергій Барвік-Карпатський — заслужений артист України;
- Ігор Завадський — заслужений артист України;
- Акордич — блогер

## Зображення

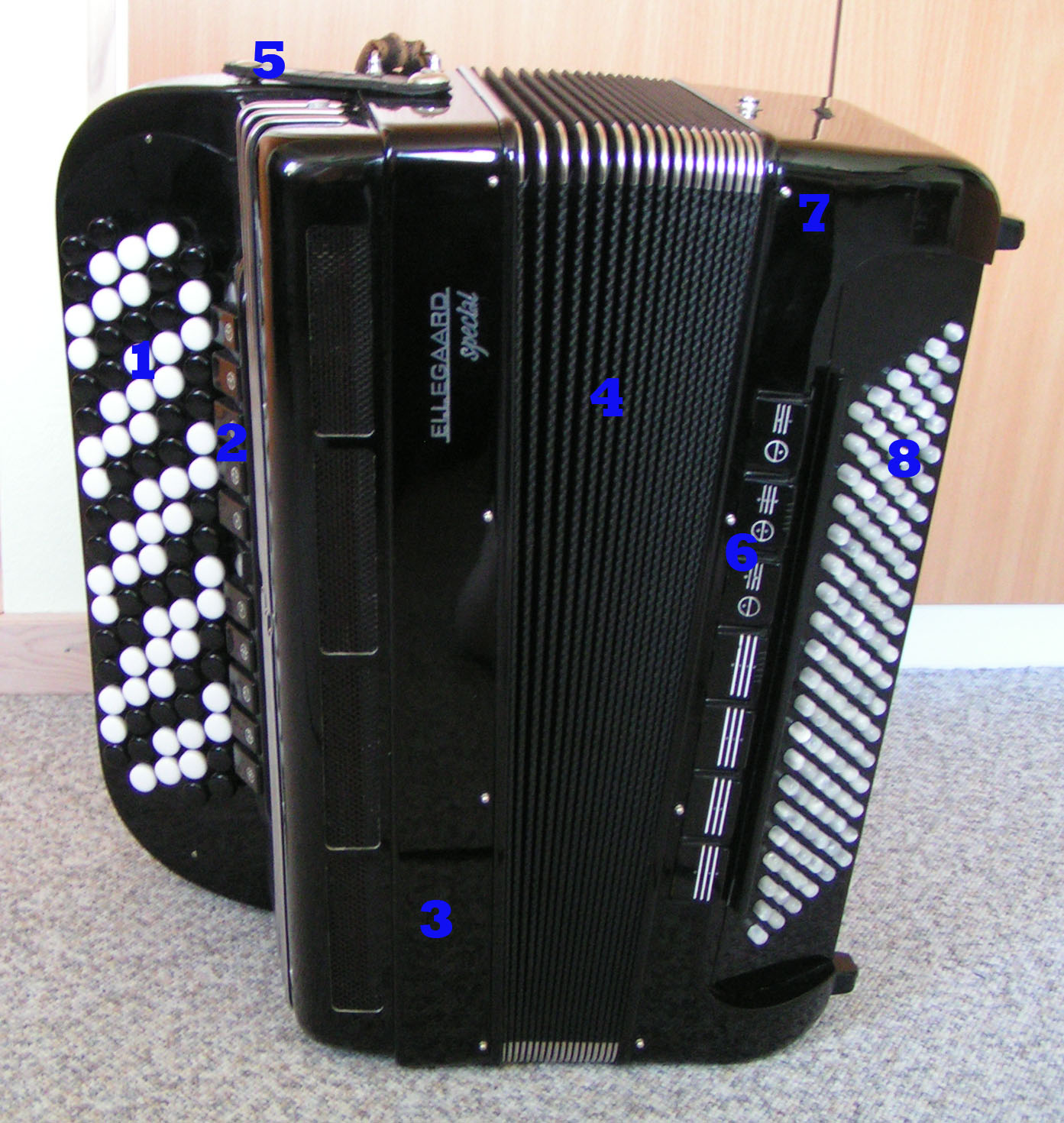
Кнопковий акордеон
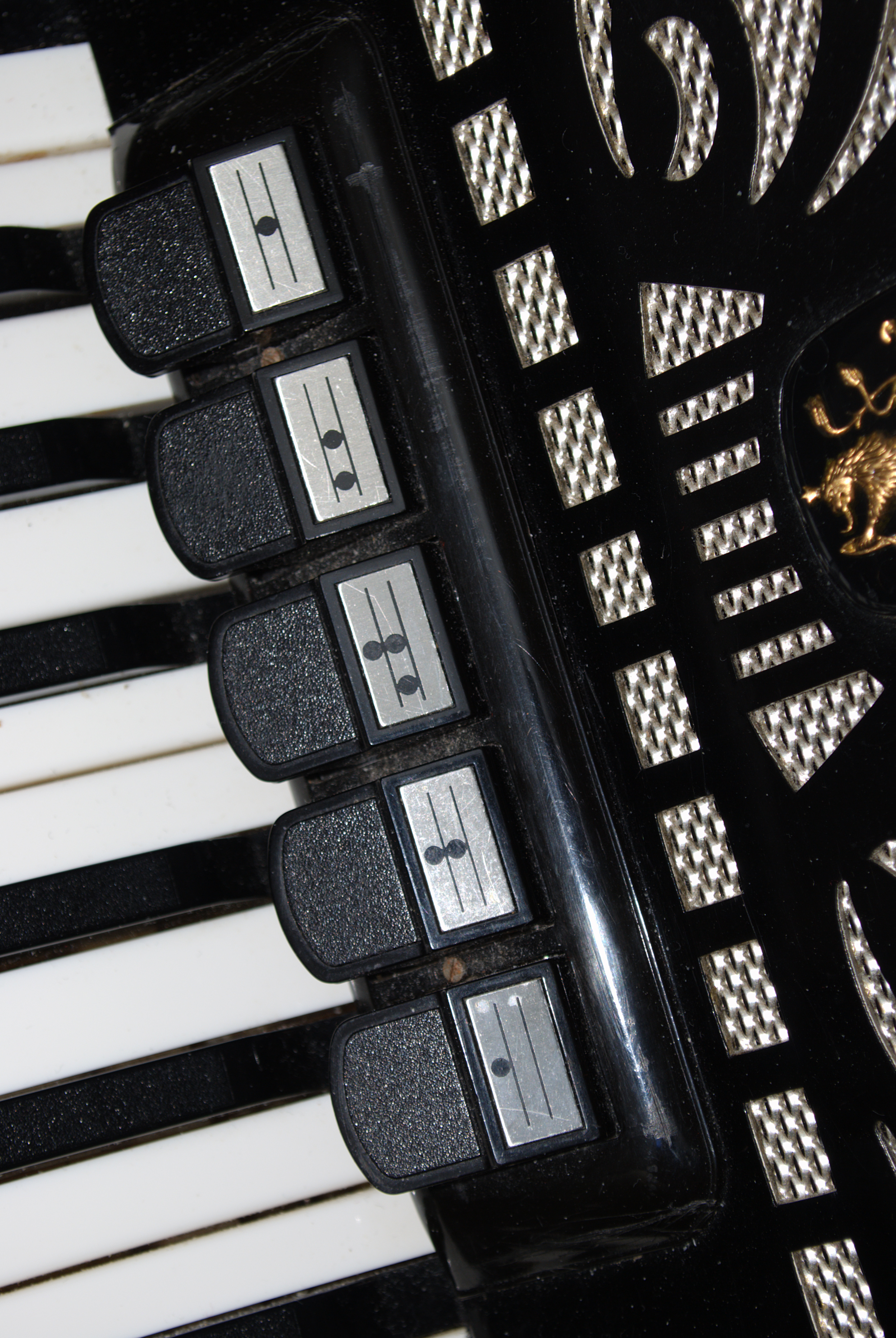
Регістри правої клавіатури
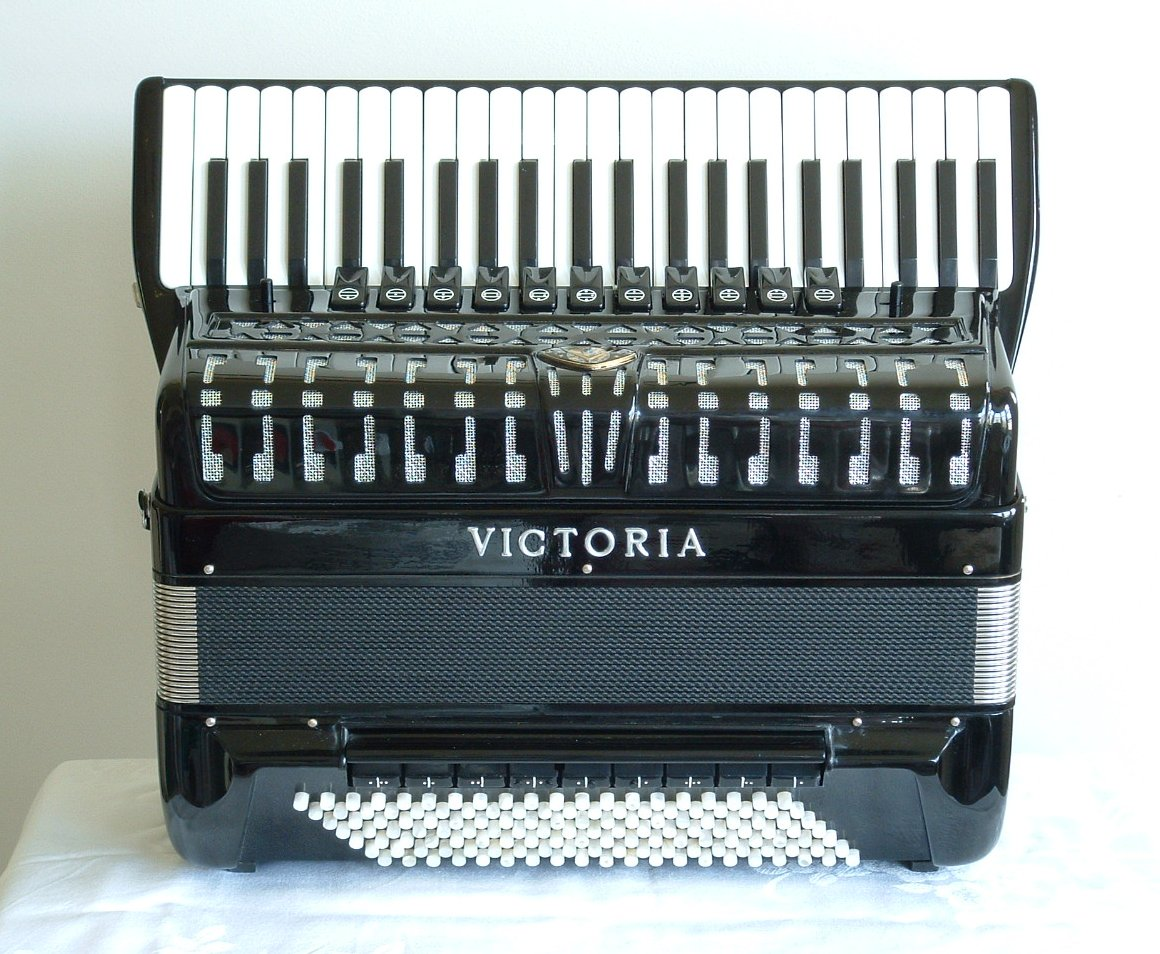
У складеному вигляді на ніжках
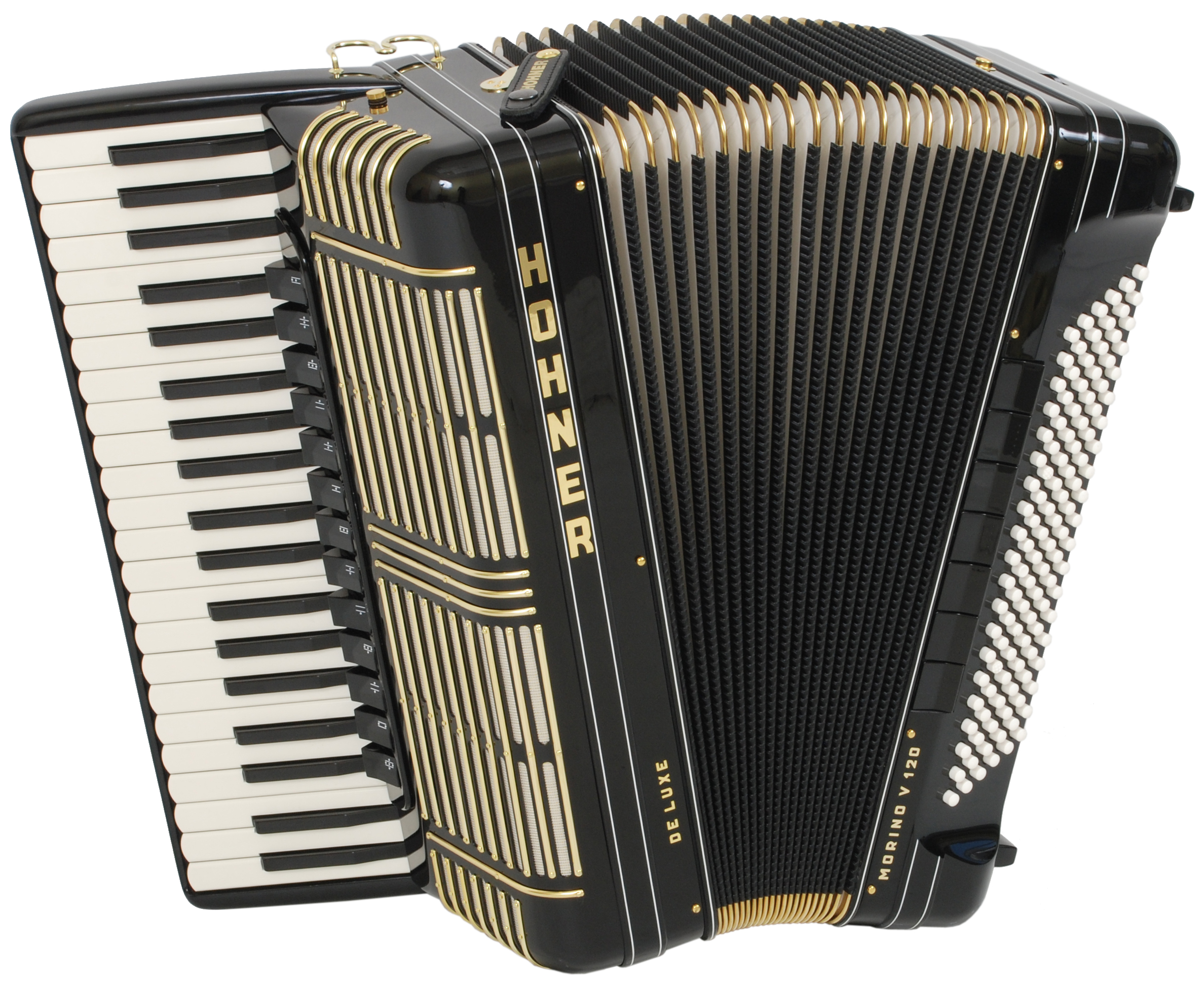
Акордеон виробництва Hohner
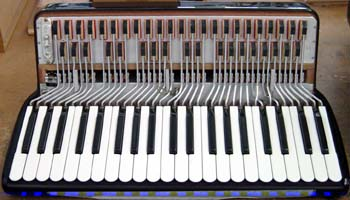
Зі знятою правою кришкою: видно клапани
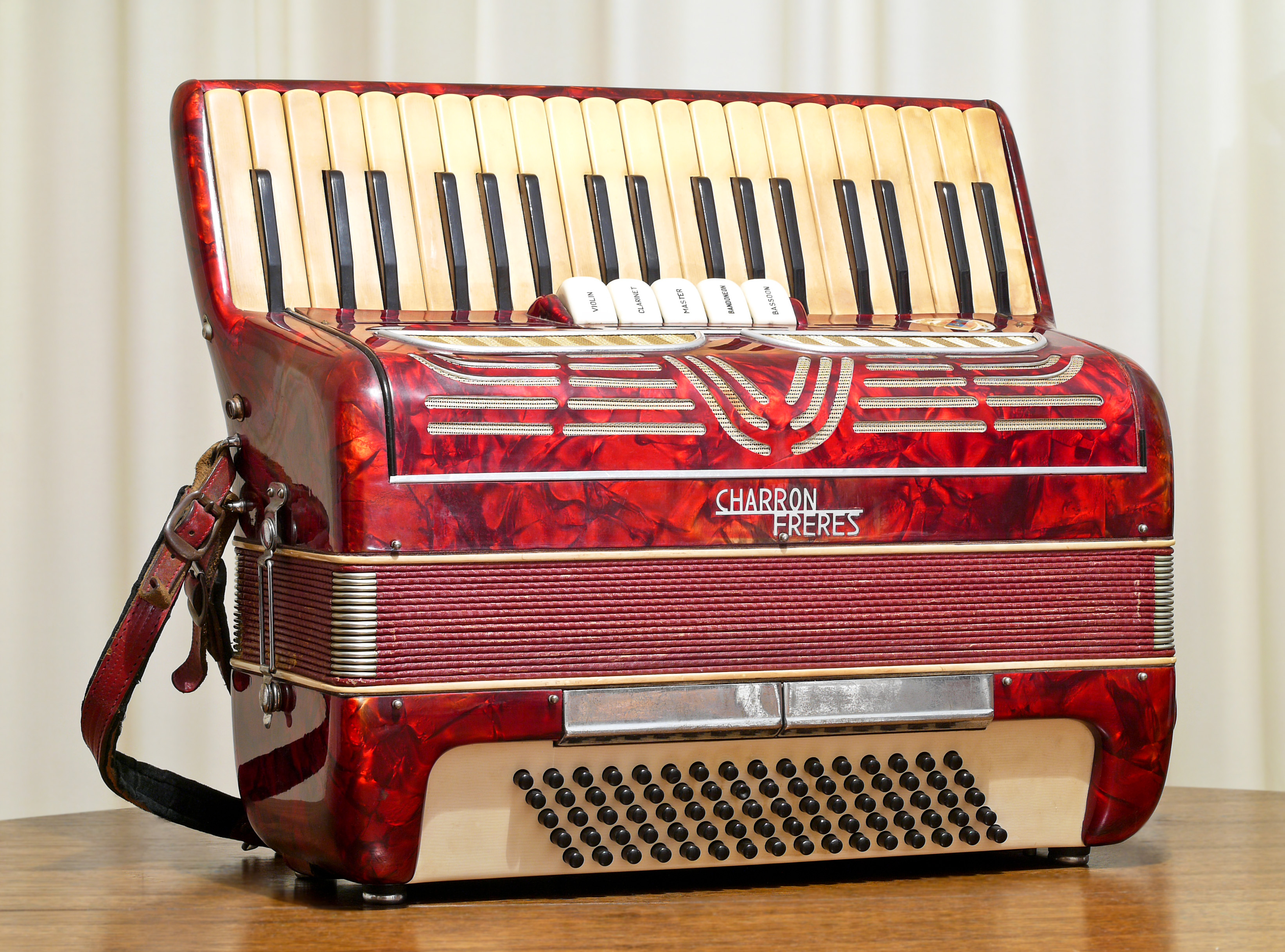
Акордеон Charron Freres